# Silva Jardim
Silva Jardim este un oraș în unitatea federativă Rio de Janeiro (RJ), Brazilia.